# Никло, Венсан
Венсан Никло (фр. Vincent Niclo; род. 6 января 1975, Париж) — французский
певец, тенор.

## Биография
Венсан Никло родился 6 января 1975 года в Париже, в семье артистов. В 6 лет он выиграл свой первый конкурс пения. Привлеченный театром, он получил соответствующее образование под руководством Раймона Акюавива в Высшей Школе Театрального искусства на факультете Cours Florent в Париже. Кроме того, он прошёл два года обучения современных танцев. Он сыграл в театре в спектакле «Renaitre a Bogota», в телефильмах и сериалах: «Sous le soleil», «Extreme limite», «Nestor Burma», а также в фильме Николь Гарсия «Вандомская площадь». После встречи с профессором Парижской оперы Тьерри Дран он совершенствует свою технику пения. Так он получает роль Джима Фаррела в мюзикле «Титаник». Затем следуют роли в мюзиклах: «Тристан и Изольда», «Ромео и Джульетта», «Унесённый ветром». После выпуска своего первого сольного альбома в 2005 году, в 2006 проводит серию концертов с симфоническим оркестром в рамках тура Night of the Proms..24 сентября 2012 года Венсан выпускает свой второй сольный альбом с хором Красной Армии, который приносит ему успех. Уже в течение года последний альбом «Opera Rouge» находится в топе самых продаваемых дисков Франции.10 ноября 2012 года Венсан принимает участие в Кремлёвском концерте, посвященному дню сотрудника МВД России.

### Хобби
- Любит дайвинг и теннис.

### Детали
- У Венсана есть старший брат и младшая сестра.
- Музыкальные влияния: Лучано Паваротти, Джулия Мигенес.
- Венсан также работал моделью у французского модельера Пьера Кардена.
- Знает немецкий и английский, понимает итальянский, хорошо говорит по-испански.

## Раннее творчество

### That’s french (1997 год)
Продюсеры: Jean-Pierre PASQUALINI и Jeff BARNEL
Состав бойз-бенда: Венсан Никло, Род Жануа, Жоана Бумандиль.

### Роли в кино
Сериал «Sous le soleil» (Роль Максима)
Французский сериал вышел на канале TF1 в 1996 году. Он получил большой успех во многих странах, особенно в Латинской Америке, Франции, Бельгии, Швейцарии, Италии, Словакии, России, Турции и Польше. В различные времена он был показан в Венгрии, Украине, Ливане, Азербайджане, Греции, Эстонии, Финляндии, Швеции, Дании, Мексике, США и многих других странах.

### Роли в театре
2001—2002 : "Titanic;
2002: «West Side Story»;
2002: «Les Liaisons Dangereuses»;
2002:"Tristan et Iseult";
2002: «Roméo et Juliette»;
2003—2004: «Autant En Emporte Le Vent».

## Мюзиклы

### «Romeo et Juliette»
После ухода Дамьена Сарга из мюзикла «Ромео и Джульетта» в 2002 году Венсан исполняет роль Ромео в основном составе.

### «Autant En Emporte Le Vent»
Премьера — 30 сентября 2003 года, заключительный спектакль — 11 июля 2004 года.
Именно роль Ретта Батлера сделала его известным и открыла для сольного творчества.
Венсан о своем персонаже: «Очень сильная личность, интригующий и непредусмотрительный, противоречивый: одновременно герой и антигерой, джентльмен и хитрец, ловелас и муж, безумно любящий свою жену».
Интересно, что изначально роль Эшли должен был исполнять Венсан, но позже Жерар Пресгурвик изменил своё решение, выбрав на эту роль Сирилла Никколая.

### «Красавица и Чудовище»
С 20 марта по 3 мая 2014 года Венсан исполнял роль Чудовища в театре «Могадор».

## Сольное творчество

### Дискография
"UN NOM SUR MON VISAGE "(2006 год).

«A Force De Toi»,
«Dis Moi Pourquoi»,
«Si Le Temps»,
«En Pleine Lumiere»,
«Dis Lui», «Un Nom Sur Mon Visage»,
«Que Des Mots», «Sans Doute»,
«Et Qu’importent Les Anges»,
«Une Vie Ailleurs»,
«Entre Ciel Et Terre».
«Opéra rouge»(2012 год).

«Ameno», «Carmina Burana», «Adagio», «Funiculi Funicula», «Caruso», «Libiamo ne' lieti calici», «Non Ho Mai», «Nessun Dorma», «Perche», «La Marseillaise»
Превью третьего сольного альбома «Luis назначено на 23 сентября 2013 года
„ Besame mucho“,» O sole mio"," Mexico"," La belle de Cadix"," Volare", « La danza»," Amor amor"(в дуэте с Росси де Пальма)" Ave Maria", « Cavaliers», « Esperanza», « Maman» и прежде неизданная композиция
Также он примет участие в записи CD альбома для мюзикла «Robin des Bois», а именно нас ждет дуэт Венсана и Нико Лиллью на композицию « Gloria»
 25, 26, 29, 30 ноября и 1 , 4 декабря Венсан откроет первую часть концерта Селин Дион в Париже, в Берси 
Проекты: Forever Gentlemen

### Клипы
Si Le Temps
A Force de Toi
Toute La Place
Ameno
Carmina Burana (O Fortuna)
Besame Mucho
Maman la plus belle du monde

### Награды
1) Орден за заслуги перед МВД России
2) Трижды платиновый диск «Opera Rouge»
3) Дважды платиновый диск «Luis»